# جاب فور ا کابوی
جاب فور ا کابوی (به انگلیسی: Job for a Cowboy) یک گروه دث متال آمریکایی از گلندیل، آریزونا می‌باشد که در سال ۲۰۰۳ تشکیل شد. این گروه شامل جانی دیوی (خواننده)، تونی سانیکاندرو و آل گلاسمن (گیتاریست) و نیک شندیلوز (بیسیست) است. تا کنون این گروه در جشنواره‌های موسیقی بین‌المللی، از جمله داونلود فستیوال، میهم فستیوال، سامر اسلوتر و وکن اپن ایر اجرا داشته است. جانی دیوی تنها عضو گروه است که از زمان تشکیل، باقی‌مانده است.

## اعضا

### اعضای کنونی
- جانی دیوی : خواننده اصلی  (۲۰۰۳ تا کنون)
- آل گلاسمن : گیتار ریتم  (۲۰۰۸ تا کنون)
- تونی سانیکاندرو : گیتار لید، هم‌خوان  (۲۰۱۱ تا کنون)
- نیک شندیلوز : بیس  (۲۰۱۱ تا کنون)

### اعضای پیشین
- چاد استیپلز : بیس  (۲۰۰۳ تا ۲۰۰۴)
- اندی ریسدم : درام  (۲۰۰۳ تا ۲۰۰۴)
- اندرو آرکیوریو : گیتار لید  (۲۰۰۳ تا ۲۰۰۶)
- راوی بدری‌راجو : گیتار ریتم  (۲۰۰۳ تا ۲۰۰۸)
- الیوت سلرز : درام  (۲۰۰۴ تا ۲۰۰۷)
- برنت ریگز : بیس، هم‌خوان  (۲۰۰۴ تا ۲۰۱۱)
- بابی تامسون : گیتار لید  (۲۰۰۶ تا ۲۰۱۱)
- جان "چارن" رایس : درام  (۲۰۰۷ تا ۲۰۱۳)

## آلبوم‌ها
استودیویی 
- ۲۰۰۷: پیدایش (به انگلیسی: Genesis)
- ۲۰۰۹: تباهی (به انگلیسی: Ruination)
- ۲۰۱۲: دمونوکراسی (به انگلیسی: Demonocracy)